# Métropole Nice Côte d'Azur
La métropole Nice Côte d’Azur est une structure intercommunale française, située dans le département des Alpes-Maritimes et la région Provence-Alpes-Côte d'Azur, autour de la ville de Nice. Elle a été mise en place le 31 décembre 2011 et résulte de la fusion de la communauté urbaine Nice Côte d'Azur (NCA) avec trois communautés de communes des Alpes-Maritimes. Elle regroupe 51 communes et 568 596 habitants (2022), sur un territoire de 1 479,70 km2. Les communes concernées partagent un certain nombre de compétences.
Il s'agit de la première métropole fondée en France. Son siège est situé à Nice. Mais il ne s'agit pas d'une véritable zone urbaine, puisque 80 % environ de son territoire est constitué de zones rurales ou montagnardes naturelles (forêts, alpages, haute montagne…).

## Historique
L'idée de création d'une métropole autour de Nice fait suite à la loi no 2010-1563 du 16 décembre 2010 de réforme des collectivités territoriales qui offre la possibilité à des territoires de plus de 500 000 habitants de s'organiser sous une forme plus intégrée que les intercommunalités existantes jusqu'alors. La métropole Nice Côte d'Azur est issue de la fusion de la communauté urbaine Nice Côte d'Azur avec les communautés de communes de La Tinée, des stations du Mercantour et de Vésubie-Mercantour ainsi qu'avec la commune de La Tour.
Lors de la consultation des communes en vue de la création de la métropole, 87 % d'entre elles, représentant 97,5 % de la population, ont voté favorablement. Le conseil général des Alpes-Maritimes a donné un avis favorable le 9 juin 2011. Le conseil régional de Provence-Alpes-Côte d'Azur a en revanche donné un avis défavorable le 24 juin 2011. Les communautés urbaine et de communes ont émis un avis positif du 20 au 31 mai 2011. Enfin, la commission départementale de la coopération intercommunale a donné son accord le 16 septembre 2011. Le décret du 17 octobre 2011 du ministère de l’Intérieur, de l’Outre-mer, des Collectivités territoriales et de l’Immigration crée un établissement public de coopération intercommunale (EPCI) à fiscalité propre, dénommé « métropole Nice Côte d'Azur ». Il entre en vigueur le 31 décembre 2011, donnant ainsi naissance à la première métropole en France.
En novembre 2012, le conseil municipal de Coaraze vote à l'unanimité pour son départ de la métropole et son intégration à la communauté de communes du pays des Paillons, suivant en cela les orientations fixées en 2011 par le schéma départemental de coopération intercommunale. Le changement est effectif le 1er janvier 2013.
En mai 2013, les conseils municipaux des communes du Broc et de Gattières votent la dissolution de la communauté de communes Les Coteaux d'Azur à laquelle elles appartiennent et leur entrée dans la métropole Nice Côte d'Azur à compter du 1er janvier 2014,.
Les 13 et 15 juillet 2021, les communes de Drap et Châteauneuf-Villevieille, qui font partie de la communauté de communes du pays des Paillons, demandent leur adhésion à la métropole. Celle-ci est votée par le conseil métropolitain le 29 juillet 2021,. Un arrêté préfectoral validant ce changement est publié le 8 décembre 2021. Celui-ci est effectif le 1er janvier 2022.

### Identité visuelle (logo)

Ancien logo de la métropole.
Ancien logo de la métropole.
Ancien logo.

Le nouveau logo de la métropole est un rectangle bleu foncé avec écrit sur la première ligne « MÉTROPOLE » en blanc et en gras, sur la seconde ligne, il y a écrit en plus petit mais toujours en blanc « NICE CÔTE D’AZUR » cette fois plus en gras. Ce logo ressemble beaucoup au tout premier logo.

## Territoire communautaire

### Composition
La métropole est composée des 51 communes suivantes :

| Nom                      | Code Insee | Gentilé         | Superficie (km2) | Population (dernière pop. légale) | Densité (hab./km2) |
| ------------------------ | ---------- | --------------- | ---------------- | --------------------------------- | ------------------ |
| Nice (siège)             | 06088      | Niçois          | 71,92            | 353 701 (2022)                    | 4 918              |
| Aspremont                | 06006      | Aspremontois    | 9,44             | 2 321 (2022)                      | 246                |
| Bairols                  | 06009      | Bairolois       | 15,24            | 133 (2022)                        | 8,7                |
| Beaulieu-sur-Mer         | 06011      | Berlugans       | 0,95             | 3 835 (2022)                      | 4 037              |
| Belvédère                | 06013      | Belvederois     | 75,41            | 595 (2022)                        | 7,9                |
| La Bollène-Vésubie       | 06020      | Bollénois       | 35,57            | 659 (2022)                        | 19                 |
| Bonson                   | 06021      | Bonsonnais      | 6,72             | 728 (2022)                        | 108                |
| Le Broc                  | 06025      | Brocains        | 18,65            | 1 432 (2022)                      | 77                 |
| Cagnes-sur-Mer           | 06027      | Cagnois         | 17,95            | 52 852 (2022)                     | 2 944              |
| Cap-d'Ail                | 06032      | Cap-d'Aillois   | 2,04             | 4 491 (2022)                      | 2 201              |
| Carros                   | 06033      | Carrossois      | 15,11            | 13 729 (2022)                     | 909                |
| Castagniers              | 06034      | Castanérenques  | 7,52             | 1 674 (2022)                      | 223                |
| Châteauneuf-Villevieille | 06039      | Madounencs      | 8,38             | 985 (2022)                        | 118                |
| Clans                    | 06042      | Clanais         | 37,79            | 688 (2022)                        | 18                 |
| Colomars                 | 06046      | Colomarsois     | 6,72             | 3 507 (2022)                      | 522                |
| Drap                     | 06054      | Drapois         | 5,54             | 5 300 (2022)                      | 957                |
| Duranus                  | 06055      | Duranussiens    | 16,1             | 159 (2022)                        | 9,9                |
| Èze                      | 06059      | Ézasques        | 9,47             | 2 155 (2022)                      | 228                |
| Falicon                  | 06060      | Faliconnais     | 5,17             | 2 170 (2022)                      | 420                |
| Gattières                | 06064      | Gattierois      | 10,03            | 4 345 (2022)                      | 433                |
| La Gaude                 | 06065      | Gaudois         | 13,1             | 7 194 (2022)                      | 549                |
| Gilette                  | 06066      | Gilettois       | 10,18            | 1 617 (2022)                      | 159                |
| Ilonse                   | 06072      | Ilonsois        | 40,59            | 137 (2022)                        | 3,4                |
| Isola                    | 06073      | Isoliens        | 97,98            | 652 (2022)                        | 6,7                |
| Lantosque                | 06074      | Lantosquois     | 44,76            | 1 197 (2022)                      | 27                 |
| Levens                   | 06075      | Levensois       | 29,85            | 5 366 (2022)                      | 180                |
| Marie                    | 06080      | Mariols         | 14,77            | 103 (2022)                        | 7                  |
| Rimplas                  | 06102      | Rimplassois     | 24,95            | 154 (2022)                        | 6,2                |
| Roquebillière            | 06103      | Roquebillièrois | 25,92            | 1 816 (2022)                      | 70                 |
| La Roquette-sur-Var      | 06109      | Roquettans      | 3,99             | 933 (2022)                        | 234                |
| Roubion                  | 06110      | Roubionnais     | 27,26            | 114 (2022)                        | 4,2                |
| Roure                    | 06111      | Rourois         | 40,3             | 111 (2022)                        | 2,8                |
| Saint-André-de-la-Roche  | 06114      | Saint-Andréens  | 2,86             | 5 877 (2022)                      | 2 055              |
| Saint-Blaise             | 06117      | Saint-Blaisiens | 8,04             | 1 391 (2022)                      | 173                |
| Saint-Dalmas-le-Selvage  | 06119      | Sandalmassiens  | 81,03            | 102 (2022)                        | 1,3                |
| Saint-Étienne-de-Tinée   | 06120      | Stéphanois      | 173,81           | 1 269 (2022)                      | 7,3                |
| Saint-Jean-Cap-Ferrat    | 06121      | Saint-Jeannois  | 2,48             | 1 476 (2022)                      | 595                |
| Saint-Jeannet            | 06122      | Saint-Jeannois  | 14,58            | 4 378 (2022)                      | 300                |
| Saint-Laurent-du-Var     | 06123      | Laurentins      | 10,11            | 31 645 (2022)                     | 3 130              |
| Saint-Martin-du-Var      | 06126      | Saint-Martinois | 5,59             | 3 403 (2022)                      | 609                |
| Saint-Martin-Vésubie     | 06127      | Saint-Martinois | 97,13            | 1 379 (2022)                      | 14                 |
| Saint-Sauveur-sur-Tinée  | 06129      | Sansavornins    | 32,28            | 295 (2022)                        | 9,1                |
| La Tour                  | 06144      | Tourinois       | 36,7             | 540 (2022)                        | 15                 |
| Tournefort               | 06146      | Tournefortois   | 10,13            | 147 (2022)                        | 15                 |
| Tourrette-Levens         | 06147      | Tourrettans     | 16,5             | 4 633 (2022)                      | 281                |
| La Trinité               | 06149      | Trinitains      | 14,9             | 10 485 (2022)                     | 704                |
| Utelle                   | 06151      | Utellois        | 67,97            | 824 (2022)                        | 12                 |
| Valdeblore               | 06153      | Valdeblorois    | 94,16            | 834 (2022)                        | 8,9                |
| Venanson                 | 06156      | Venansonnois    | 17,98            | 197 (2022)                        | 11                 |
| Vence                    | 06157      | Vençois         | 39,23            | 19 856 (2022)                     | 506                |
| Villefranche-sur-Mer     | 06159      | Villefranchois  | 4,88             | 5 012 (2022)                      | 1 027              |

### Démographie
| 1968    | 1975    | 1982    | 1990    | 1999    | 2006    | 2011    | 2016    | 2022    |
| ------- | ------- | ------- | ------- | ------- | ------- | ------- | ------- | ------- |
| 416 076 | 463 589 | 481 261 | 513 732 | 525 922 | 546 686 | 543 831 | 544 199 | 568 596 |

### Mortalité routière
Avec plus de 18 tués pour 545 000 d'habitants dans ses voies publiques chaque année, la métropole de Nice atteint un taux de 40 tués par million d'habitants. Il s'agit du taux le plus élevé parmi les 24 métropoles françaises de plus de 250 000 habitants, après la métropole de Marseille.
Comparé à des grandes métropoles, la Métropole niçoise est deux fois et demie plus mortelle que la métropole parisienne ou toulousaine (16 et 17), et deux fois plus que Lyon, Lille, Bordeaux ou Nantes (entre 19 et 21). Elle est également 28% plus mortelle que la grande couronne parisienne (31).
Sur les 46 métropoles françaises de plus de 150 000 habitants, seules neuf ont un taux de mortalité supérieur (entre 40 et 65 tués par millions d'habitants). Les 35 autres métropoles ont un taux de mortalité moindre.
| Mortalité urbaine (par million d'habitants), 2012-2016 |
| --- |
| Le graphique qui aurait dû être présenté ici ne peut pas être affiché car il utilise l'ancienne extension Graph, désactivée pour des questions de sécurité. Des indications pour créer un nouveau graphique avec la nouvelle extension Chart sont disponibles ici . |
| par modalité (pourcentage), 2012-2016 |
| Le graphique qui aurait dû être présenté ici ne peut pas être affiché car il utilise l'ancienne extension Graph, désactivée pour des questions de sécurité. Des indications pour créer un nouveau graphique avec la nouvelle extension Chart sont disponibles ici . |
| Sources : bilans 2016 et 2012-2016, publiés en juin 2017. |

## Organisation

### Siège
Comme le précise le décret portant création de la métropole, le siège social de celle-ci se situe au parc Phœnix à Nice, reprenant ainsi le bâtiment qui abritait le siège de la communauté urbaine Nice Côte d'Azur. Le siège administratif de la métropole se trouve à proximité, dans l'immeuble « Le Plaza », également dans le quartier de l'Arenas.

### Les élus

#### Conseil métropolitain
Le conseil métropolitain est l'organe délibérant de la métropole. Depuis les élections municipales de 2020 et l'extension de la métropole le 1er janvier 2022, il est composé de 132 représentants des communes,. Le nombre de sièges attribués pour chaque commune dépend de la population communale. La ville de Nice dispose de 65 sièges soit près de 50 % du total ; Cagnes-sur-Mer dispose de 10 sièges ; Saint-Laurent-du-Var détient 5 sièges ; Vence a 3 sièges et Carros et La Trinité ont toutes deux 2 sièges. Les 45 autres communes disposent chacune d'un seul siège. Le conseil métropolitain se réunit au Centre universitaire méditerranéen à Nice, environ tous les deux mois.

#### Conseil des maires
Le conseil des maires est composé de l'ensemble des maires des 51 communes de la métropole. Il est chargé de débattre des différents projets et enjeux avant de les soumettre au conseil métropolitain qui vote les décisions finales.

### Présidence
Le président de la métropole est élu à bulletin secret par les conseillers métropolitains. Christian Estrosi a été élu président de la métropole le 9 janvier 2012 avec 111 voix sur 128. Il est réélu président le 11 avril 2014 avec 107 voix sur 124, puis à nouveau le 10 juillet 2020 avec 116 voix sur 130. Le 10 juillet 2024, il annonce sa démission de la présidence de la métropole, la convocation de nouvelles élections, et sa candidature à celles-ci.
| Nom | Nom               | Parti                | Début          | Fin      | Fonctions     |
| --- | ----------------- | -------------------- | -------------- | -------- | ------------- |
|     | Christian Estrosi | LR puis LFA puis HOR | 9 janvier 2012 | en cours | Maire de Nice |

#### Vice-présidents
Le conseil communautaire compte dix-neuf vice-présidents élus en son sein par le conseil métropolitain et qui  reçoivent une délégation de fonctions du président de la métropole.
|    | Nom | Nom                  | Parti       | Mandats                                           |
| -- | --- | -------------------- | ----------- | ------------------------------------------------- |
| 01 |     | Louis Nègre          | LR          | Maire de Cagnes-sur-Mer                           |
| 02 |     | Philippe Pradal      | LR          | 3e adjoint au maire de Nice                       |
| 03 |     | Isabelle Brès        | LR          | Maire de Colomars                                 |
| 04 |     | Joseph Segura        | LR puis DVD | Maire de Saint-Laurent-du-Var                     |
| 05 |     | Jacques Richier      | LR          | Conseiller municipal délégué de Nice              |
| 06 |     | Colette Fabron       | LR          | Maire de Saint-Étienne-de-Tinée                   |
| 07 |     | Anthony Borré        | LR puis DVD | 1er adjoint au maire de Nice                      |
| 08 |     | Anne Ramos-Mazzucco  | LR          | 2e adjointe au maire de Nice                      |
| 09 |     | Richard Chemla       | LR          | 5e adjoint au maire de Nice                       |
| 10 |     | Hervé Paul           | SE          | Maire de Saint-Martin-du-Var                      |
| 11 |     | Pierre-Paul Leonelli | LR puis DVD | Conseiller régional de Provence-Alpes-Côte d'Azur |
| 12 |     | Xavier Beck          | LR          | Maire de Cap-d'Ail                                |
| 13 |     | Antoine Véran        | LR          | Maire de Levens                                   |
| 14 |     | Regis Lebigre        | LR          | Maire de Vence                                    |
| 15 |     | Agnès Rampal         | LR puis DVD | 4e adjointe au maire de Nice                      |
| 16 |     | Xavier Latour        | LR          | Conseiller municipal délégué de Nice              |
| 17 |     | Ladislas Polski      | MRC         | Maire de La Trinité                               |
| 18 |     | Christelle D’Intorni | LR          | Maire de Rimplas                                  |
| 19 |     | José Cobos           | LR          | Conseiller municipal délégué de Nice              |

#### Directeur général des services
Le directeur général des services (DGS) est le plus haut fonctionnaire au sein de la métropole. Il a la charge de 11 000 ou 12 000 agents,. Après Anne Boquet, et Jean-Michel Drevet, c’est Lauriano Azinheirinha qui occupe ce poste.

### Compétences
Les compétences de la métropole reprennent entre autres celles de la communauté urbaine Nice Côte d'Azur. Il s'agit du développement économique, de la collecte et gestion des déchets, des transports, du logement, de la gestion des réseaux d'eau potable, de l'assainissement, de la voirie, signalisation et stationnement, de l'éclairage public, de l'eau pluviale, de la gestion des ports de tourisme, de l'aménagement et urbanisme, et des systèmes d'information géographique. Par ailleurs, la métropole a acquis quatre nouvelles compétences, que ne possédait pas la communauté urbaine : la voirie issue de la voirie départementale, les transports scolaires, la gestion des zones d'activité, et la promotion à l'étranger du territoire et de ses activités économiques.

### Régime fiscal et budget
Le régime fiscal de la métropole est la fiscalité professionnelle unique (FPU).
Le premier budget de la métropole, couvrant l'année 2012, s'élève à 945 millions d'euros dont 627,5 millions d'euros (66,4 % du total) de dépenses de fonctionnement et 317,5 millions d'euros (33,6 %) pour l'investissement,. Le budget principal représente 66,5 % du total, devant les transports (22,1 %) et l'assainissement (8,2 %). Le taux de la taxe d'habitation perçue par la métropole est fixé à 8,13 %, celui de la taxe foncière sur les propriétés non bâties à 1,47 %, celui de la taxe d'enlèvement des ordures ménagères à 10,9 %, et celui de la cotisation foncière des entreprises à 28,8 %. La dette de la Métropole représente 946 millions d’euros au 31 décembre 2012.

## Projets et réalisations

### Réalisations

#### Zone à faibles émissions mobilité (ZFE-m)
La métropole Nice Côte d'Azur a créé une zone à faibles émissions mobilité sur son territoire le 31 janvier 2022. Son périmètre s'étend sur l'hypercentre de Nice ainsi que la Promenade des anglais, le quai des Etats-Unis et le quai Rauba Capeu. Dans celui-ci, la circulation des véhicules les plus polluants est restreinte 24h sur 24 et 7 jours sur 7 pour les poids-lourds à partir du 31 janvier 2022 et pour les voitures et véhicules utilitaires légers à compter du 1er janvier 2023.
| Vignette      | Vignette      | Nice             | Nice             |
| Vignette      | Vignette      | PL[Quoi ?]       | VUL/VP[Quoi ?]   |
| ------------- | ------------- | ---------------- | ---------------- |
|               | Verte         |                  |                  |
|               | Violette      |                  |                  |
|               | Jaune         |                  |                  |
|               | Orange        | 1er janvier 2024 |                  |
|               | Bordeaux      | 1er janvier 2023 | 1er janvier 2024 |
|               | Grise         | 31 janvier 2022  | 1er janvier 2023 |
| Sans vignette | Sans vignette | 31 janvier 2022  | 1er janvier 2023 |

### Projets
La métropole est aujourd'hui responsable de plusieurs grands projets, qui étaient auparavant portés par la communauté urbaine Nice Côte d'Azur :
- construction d'une ligne 4 de tramway reliant le Grand Arénas au Centre-ville de Cagnes-Sur-Mer ;
- construction d'une ligne 5 de tramway reliant Pont-Michel à Drap en passant par L'Ariane et la Trinité ;
- construction d'une ligne de Téléphérique entre le terminus de la ligne 2 au CADAM et la Mairie de Saint-Laurent-du-Var en survolant le Var ;
- construction d'une ligne de BHNS sur l'axe Cessole-Gambetta pour décharger la ligne 1 ;
- lutte contre l'habitat insalubre ;
- rénovation des quartiers niçois de Pasteur, L'Ariane, Les Moulins et Notre-Dame ;
- construction d'une ligne de TGV Nice-Paris, la LGV Provence-Alpes-Côte d'Azur ;
- développement du projet Éco-Vallée dans la plaine du Var consacré au développement durable[31].